# Antigonish (hrabstwo)
Antigonish (1785–1863 Sydney) – historyczne hrabstwo (geographic county) kanadyjskiej prowincji Nowa Szkocja z ośrodkiem w Antigonish, powstałe w 1785, współcześnie jednostka podziału statystycznego (census division). Według spisu powszechnego z 2016 obszar hrabstwa to: 1457,99 km², a zamieszkiwało wówczas ten obszar 19 301 osób.
Hrabstwo, pierwotnie nazwane na cześć Thomasa Townshenda, wicehrabiego Sydney i obejmujące tereny na wschód od linii rzeki St Mary's River, zostało wydzielone z hrabstwa Halifax w 1785 i do 1836 obejmowało również tereny współczesnego hrabstwa Guysborough (od 1823 stanowiących jeden z dwóch dystryktów hrabstwa Sydney), a od 1863 funkcjonuje pod obecną nazwą, pochodzącą od miana stolicy.
Według spisu powszechnego z 2011 obszar hrabstwa zamieszkiwało 19 589 mieszkańców; język angielski był językiem ojczystym dla 93,9%, francuski dla 3,0% mieszkańców.